# اختبار كلوريد الحديد الثلاثي
يستخدم اختبار كلوريد الحديديك (ب الانجليزية:Ferric chloride test)؛ لتحديد وجود الفينولات في عينة أو مركب معين (على سبيل المثال الفينولات الطبيعية في مستخلص نباتي).تعطي الإينولات، والأحماض الهيدروكسامية [الإنجليزية]، الأكسيم، والأحماض السلفينية نتائج إيجابية كذلك. اختبار البروم مفيد لتأكيد النتيجة، على الرغم من أن التقنيات الطيفية الحديثة (على سبيل المثال رنين مغناطيسي نووي ومطيافية الأشعة تحت الحمراء) هي أعلى بكثير في تحديد هوية المجهول. يمكن أن تحدد كمية الفينولات الكلية مطيافيا من قبل كاشف فولين سيوكالتو [الإنجليزية].

## التقنية
يتم حل العينة في الماء، أو خليط من الماء والإيثانول، ويتم إضافة بضع قطرات من محلول كلوريد الحديديك المخفف. ويشير تكوين اللون الأحمر، أو الأزرق، أو الأخضر، أو الأرجواني إلى وجود الفينولات. حيث العينة غير قابلة للذوبان في الماء، فإنه قد يذوب في ثنائي كلورو ميثان مع كمية صغيرة من البيريدين.

## الكيمياء
تشكل الفينولات معقد بنفسجي مع الحديد (الثلاثي)، الذي هو ملون بشكل مكثف. قد تختلف الألوان من الأزرق، والأخضر، أو حتى الأحمر اعتمادا على طبيعة الفينول. 

## الاستخدام الإكلينيكي
يمكن أن يستخدم اختبار كلوريد الحديديك للكشف عن الأيض في البول في حالة الخطأ الباطني من عملية التمثيل الغذائي مثل بيلة الفينيل كيتون. تزيد مركبات مثل فينيل بيروفات في البلازما وتفرز عن طريق البول. أيضا، يمكن استخدامه للكشف عن الساليسيلات في البول بعد جرعة زائدة من الأسبرين.